# Brett Anderson
 Der er for få eller ingen kildehenvisninger i denne artikel, hvilket er et problem. Du kan hjælpe ved at angive troværdige kilder til de påstande, som fremføres i artiklen.

Brett Lewis Anderson (født 29. september 1967 i Haywards Heath, Sussex, England) er en engelsk sanger og musiker. 
Anderson var forsanger i gruppen Suede fra dannelsen i 1989 til splittelsen i 2003. Siden 2004 har han været forsanger i bandet The Tears, der dog p.t. er inaktive. Anderson udgav soloalbummet Brett Anderson den 26. marts 2007.
I teenageårene spillede Anderson guitar i flere garagebands, blandt andet The Pigs och Geoff. I sidstnævnte spillede Mat Osman, der senere blev Suedes bassist. Senere kom guitaristen Bernard Butler og trommeslageren Simon Gilbert til, og bandet udgiv sit første album i marts 1993.
Anderson havde i flere år et narkotikamisbrug.